# Первомайский (Белореченский район)
Первома́йский — посёлок в Белореченском районе Краснодарского края России. Административный центр Первомайского сельского поселения.

## Географическое положение
Расположен в 17 км от районного центра.

## История
Посёлок Первомайский Рязанского района зарегистрирован 2 августа 1952 года решением Краснодарского крайисполкома. 22 августа 1953 года территория Рязанского района вошла в состав Белореченского района.

## Население
| 2002 | 2010  |
| ---- | ----- |
| 1326 | ↘1259 |

## Улицы
| - пер. Пионерский, - пер. Школьный, - ул. Заводская, - ул. Зелёная, - ул. Казачья, - ул. Красноармейская, - ул. Кубанская, - ул. Лазурная, - ул. Лесная, | - ул. Олимпийская, - ул. Парковая, - ул. Победы, - ул. Подгорная, - ул. Приречная, - ул. Садовая, - ул. Светлая, - ул. Советская, - ул. Степная. |

## Объекты культурного наследия
- Мемориальный комплекс: могила 3 советских воинов, 1943 год; обелиск в честь земляков, погибших в годы Великой Отечественной войны, 1948 год[6].